# Kurt Lundquist
Kurt Lundquist (Kurt Anders Valdemar Lundquist; * 27. November 1925 in Kila, Gemeinde Sala; † 12. Juli 2011 in Simrishamn) war ein schwedischer Sprinter.

## Karriere
1947 wurde er nationaler Meister im 200-Meter-Lauf.
Bei den Olympischen Spielen 1948 in London erreichte er über 400 m das Viertelfinale. In der 4-mal-400-Meter-Staffel gewann er mit der schwedischen Mannschaft in der Besetzung Lundquist, Lars-Erik Wolfbrandt, Folke Alnevik und Rune Larsson die Bronzemedaille hinter den Stafetten aus den USA und Frankreich.